# Lambrusco Montericco
Die Rotweinsorte Lambrusco Montericco ist eine von über 60 Varietäten aus der Familie der Lambrusco. Sie wird für perlenden Rot- und Roséwein (Frizzante oder Perlwein) in der italienischen Region Emilia-Romagna verwendet.
Die Sorte ist in der Provinz Reggio Emilia zugelassen. Die für den DOC Wein Reggiano Lambrusco verwendeten Trauben werden in einigen Gemeinden bei Reggio nell’Emilia geerntet. Den Namen erhielt die Sorte von dem Ortsteil Montericco der Gemeinde Albinea. Die bestockte Fläche betrug in den 1990er Jahren ca. 378 Hektar.
Die Weine verfügen über eine intensive Rotfärbung, sind extraktreich und geben dem Lambrusco-Wein die notwendige Säure.
Siehe auch den Artikel Weinbau in Italien sowie die Liste der Rebsorten in Italien.

## Synonyme
Die Rebsorte Lambrusco Montericco ist auch unter den Namen Lambrusco di Montericco, Lambrusco Selvatica, Lambruscone di Montericco, Salvatico, Selvatica und Selvatica di Montericco bekannt.

### Ampelographische Sortenmerkmale
In der Ampelographie wird der Habitus folgendermaßen beschrieben:
- Die Triebspitze ist offen. Sie ist lediglich spinnwebig behaart. Die gelbgrünen Jungblätter sind ebenfalls spinnwebig behaart und bronzefarben gefleckt (Anthocyanflecken).
- Die mittelgroßen Blätter (siehe auch den Artikel Blattform) sind fünflappig und tief gebuchtet. Die Stielbucht ist U-förmig offen. Das Blatt ist stumpf gezahnt. Die Zähne sind im Vergleich der Rebsorten eng gesetzt. Die Blattoberfläche (auch Spreite genannt) ist kaum blasig.
- Die kegelförmige Traube ist meist geschultert, groß und lockerbeerig bis mäßig kompakt. Die leicht ovalen Beeren sind mittelgroß und von bläulich-schwarzer Farbe. Die Schale der Beere ist dünn.

Lambrusco Montericco reift 40 Tage nach dem Gutedel und ist damit ausgesprochen spät reifend. In der Emilia-Romagna wird das Lesegut bis Mitte Oktober eingeholt. Die wüchsige Sorte liefert, sofern es nicht zur Verrieselung kommt, gleichmäßig hohe Erträge, da die Sorte sehr krankheitsresistent ist.